# Список умерших в 795 году

## Май
- 6 мая — Бран Ардхенн, король Лейнстера (785—795; в 780—782 — король-соправитель).

## Декабрь
- 25 декабря — Адриан I, Папа Римский (772—795).

## Дата смерти неизвестна или требует уточнения
- Анан бен Давид, иудейский богослов, сыгравший решающую роль в формировании религии караимов.
- Ачжо-хан, каган уйгурского каганата (790—795).
- Бильге Тонг Эркин, 3-й каган Кыргызского каганата (758—795).
- Вышан, верховный князь Ободритского союза племён (747(?)—795).
- Малик ибн Анас, исламский богослов, правовед, хадисовед, второй из четырёх имамов суннитских школ, основатель и эпоним маликитского мазхаба.
- Хельги Смелый, полулегендарный представитель династии Дёглингов, правившей Хрингарики в Норвегии, фигурирующий в «Пряди о сыновьях Рагнара».
- Хишам бен аль-Хакам, мусульманский богослов-полемист, один из основоположников шиитской догматики, историк, последователей которого называли «аль-хишамийа».